# Idaea effeminata
Idaea effeminata là một loài bướm đêm trong họ Geometridae.